# Чеченська діаспора
Чеченська діаспора- одна з наймолодших і швидко зростаючих діаспор світу. Налічує кілька сотень тисяч людей. Характеризується переважанням чоловічої трудової міграції, яка спрямована переважно до урбанізованих регіонів РФ, а також інших країн, де етнічні чеченці шукали політичного та економічного притулку під час військових конфліктів на території Чечні.

## Історія формування
Чеченська діаспора почала формуватися після Кавказької війни, коли в 1865 близько 5 000 сімей чеченців переселилися в межі Османської імперії як біженців-мухаджирів. На сьогоднішній день нащадки тих переселенців і становлять основну частину чеченських діаспор у Туреччині, Сирії та Йорданії. Більшість північнокавказької діаспори в Іраку становлять чеченці.

### У СРСР

#### Середня Азія та Казахстан
У лютому 1944 року понад півмільйона чеченців було повністю депортовано з місць свого постійного проживання до Середньої Азії. 9 січня 1957 року чеченцям дозволили повернутися на колишнє місце проживання, при цьому деяка кількість чеченців вважала за краще залишитися в Казахстані (понад 31 000 за даними перепису 2009 року) та Киргизії (порядку 1800 чоловік). чеченської діаспори в Казахстані міжетнічних конфліктів. Чеченська діаспора Киргизії також привернула увагу громадськості після вибухів Бостону 2013 року.

#### Інші регіони Росії
Також значно збільшилася чеченська діаспора в інших регіонах Російської Федерації, куди чеченці виїжджають з економічних та політичних міркувань, а також через зростаюче аграрне перенаселення самої республіки, яке багато в чому пояснює швидке падіння чисельності діаспор інших народів у самій Чечні (росіян, українців, вірмен та ін.)

### Західна Європа та США

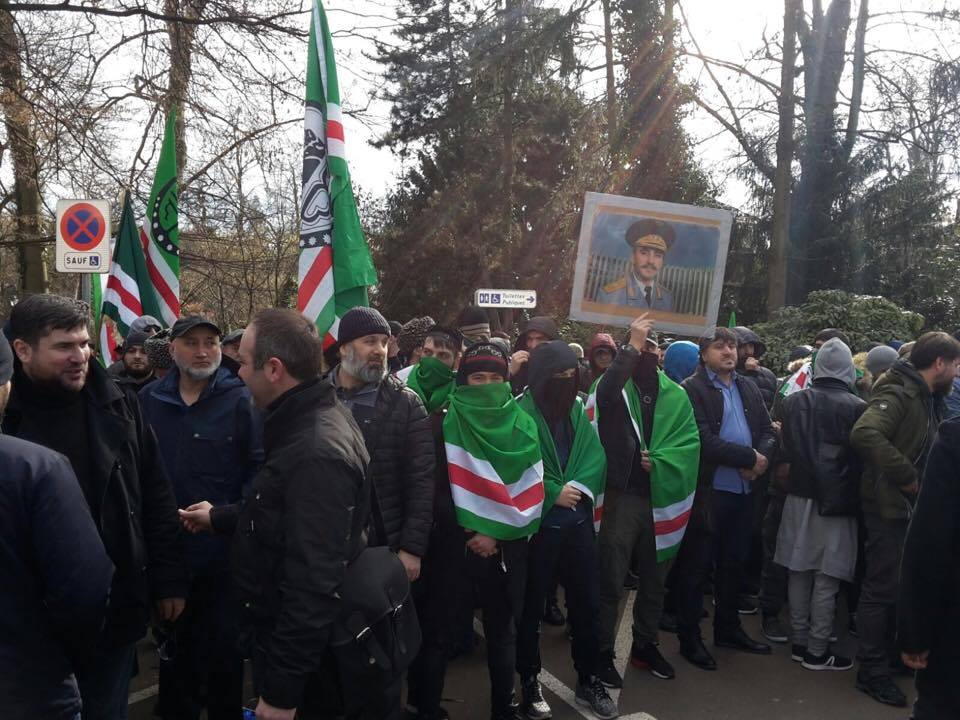
Мітинг у Страсбурзі на згадку про депортацію чеченців та інгушів.

Після першої та другої чеченської війн значна кількість чеченців виїхала до країн Західної Європи, Туреччини та арабських країн у статусі політичних біженців. З початку XX століття чеченські біженці утворили помітні діаспори у великих містах США та Канаді, куди багато хто з них прибув як біженці через території інших, дружніх країн НАТО (наприклад, Туреччину).
У середині 2013 року влада Німеччини поширила повідомлення, згідно з яким з початку року притулку в цій країні попросили понад 10 тисяч громадян РФ, 90—95% яких є вихідцями із Чечні.

### Польща
Досить активну підтримку чеченським політбіженцям протягом багатьох років надавала Польща. До початку 2013 року у Польщі проживало від 18 до 20 тисяч чеченців, багато з яких використовують країну як трамплін для переїзду до Німеччини, США та інших країн. У самій Польщі найбільша концентрація чеченців спостерігається у Білостоці, який став одним із помітних центрів чеченської діаспори у Польщі.
У цьому місті почала діяти Мусульманська релігійна рада, на базі якої у лютому 2012 року було проведено установчі збори чеченських та інгушських імамів та улемів Польщі, головою якого став Мікаїль Узденов. Після бостонських терактів Польща почала неохоче надавати політичний притулок чеченцям. Крім того, почастішали випадки нападу польських націоналістів на представників чеченської громади міста.